# GNGT2
La subunidad gamma-T2 de la proteína de unión a nucleótidos de guanina G (I) / G (S) / G (O) es una proteína que en los seres humanos está codificada por el gen GNGT2 .
Las proteínas de unión a nucleótidos de guanina (proteínas G) participan como moduladores o transductores en varios sistemas de señalización transmembrana. Las cadenas beta y gamma son necesarias para la actividad de GTPasa, para la sustitución de GDP por GTP y para la interacción proteína-G efectora.
La fototransducción en los fotorreceptores de bastones y conos está regulada por grupos de proteínas de señalización. Se cree que la proteína codificada juega un papel crucial en la fototransducción de conos. Pertenece a la familia de la proteína G gamma y se localiza específicamente en conos. Existe evidencia del uso de múltiples sitios de poliadenilación por este gen.